# Славинский, Виктор Викторович
Ви́ктор Ви́кторович Слави́нский (укр. Віктор Вікторович Славінський, род. 13 сентября 1990, Николаев, Украинская ССР, СССР) — украинский кикбоксер, саватёр, боксёр-профессионал, выступавший за команду WSB «Украинские атаманы», чемпион мира 2016 года среди профессионалов по кикбоксингу К-1, чемпион Европы 2012 года по савату. Мастер спорта Украины по кикбоксингу.